# Ziyaridi

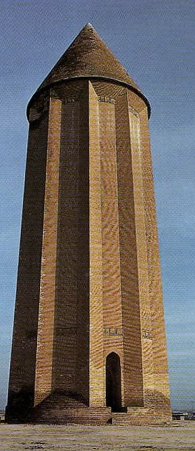
Torre-mausoleo di Qabus I ibn Vushmgir: costruita nel 1006 in mattoni cotti. È un cilindro coperto da un tetto conico. Misura 50 metri ca. d'altezza

Il termine Ziyaridi si riferisce a una dinastia islamica che prende il nome dal suo fondatore Mārdavīj b. Ziyār il quale assunse il controllo dell'Iran settentrionale come vassallo dei Samanidi, e poi, resosi indipendente, scacciò gli Abbasidi dall'Iran centrale nel 931 conquistando le città di Hamadan, Kashan e Isfahan. Si attribuì da allora il titolo di "Amīr" (comandante) della Persia. 
Dopo l'assassinio di Mārdavīj (935), il potere degli Ziyaridi crollò rapidamente sebbene riuscissero, cambiando disinvoltamente le loro alleanze, a rimanere indipendenti. Con l'ascesa dei Ghaznavidi, comunque, gli Ziyaridi riconobbero la supremazia di quella dinastia ed iniziarono una politica di alleanze matrimoniali con essi. 
Quando i turchi Selgiuchidi presero il Mazandaran alla metà dell'XI secolo, gli Ziyaridi si ritirarono nella regione montuosa a sud del Mar Caspio dove regnarono fino al 1090 circa.
Furono protettori delle arti e degli studi: lo scienziato e geografo al-Biruni fu per molti anni alla corte di Qabus I ibn Vushmgir, e Keykavus, che regnò dal 1049 al 1090, fu egli stesso autore di un manuale di galateo principesco, il Qābūs-nāmeh ("specchio dei prìncipi").

## Lista degli emiri ziyaridi
- Mardavij ibn Ziyar 928-934
- Vushmgir 934-967
- Bisutun 967-976
- Qabus I ibn Vushmgir 976-1012
- Manuchihr 1012-1031
- Anushiravan ibn Manuchihr 1031-1043